# Pseudotypocerus virescens
Pseudotypocerus virescens là một loài bọ cánh cứng trong họ Cerambycidae.